# بيني شميت
بيني شميت (بالدنماركية: Benny Schmidt)‏ هو رياضي خماسي دنماركي، ولد في 25 يونيو 1929 في هورسينس في الدنمارك.

## وصلات خارجية
- بيني شميت على موقع أوليمبيديا (الإنجليزية)